# 卡雷尔·费耶
卡雷尔·费耶（法語：Karel Fraeye，1977年11月16日—）是一名比利時足球教練，現時以過渡性質暫時執教英冠球會查爾頓。

## 生平
費耶在代斯特爾貝亨（FC Destelbergen）擔任了6年的青年軍教練，其後在真特的相同職位待了7年，才在佐特海姆（KSV Sottegem）出任主教練。於任教比利時丁組A的恩德拉赫特（K.F.C. Eendracht Zele）3年後，費耶加盟查爾頓擔任主教練何塞·里加（José Riga）的副手。